# Distrito de Shimoga
El distrito de Shimoga está ubicado en la parte sur del estado de Karnataka en la India. El distrito tiene un área de aproximadamente 8 477 kilómetros cuadrados. y una población de 1 755 512 habitantes, de acuerdo al censo 2011. 
La ciudad de Shimoga (ಶಿವಮೊಗ್ಗ en Kannada, conocida como Shivamogga) localizada sobre las orillas del río Tunga es la sede central administrativa del distrito y se localiza aproximadamente a 274 kilómetros de Bangalore. 
La ciudad de Shimoga es un importante centro industrial y comercial en el estado. El nombre kannada de Shivamogga es sacado de Shivamukha, que quiere decir la Cara de Shiva. Una etimología alternativa es que el nombre es sacado del término Sihimoge, que quiere el pote dulce.

## Geografía
El distrito de Shimoga es una parte de la rica región natural de Malnad en Karnataka. También conocida como "la entrada a Malnad o Malenaada Hebbagilu en legua kannada. Está rodeado por el distrito de Haveri al noreste, el distrito de Davanagere al este, el distrito de Chikmagalur al sureste, el distrito de Udupi al suroeste, y el distrito de Uttara Kannada al noroeste. 
Las Ghats Occidentales o Sahyadri y los numerosos ríos que provienen de allí proveen al distrito de Shimoga de una belleza abundante natural. Los numerosos lagos, charcas y cuerpos de agua hacen que su tierra sea muy conveniente para la agricultura. 
Llaman al distrito de Shimoga el cuenco de arroz de Karnataka. Varios ríos se originan aquí incluyendo el río Tunga, el río Bhadra que es uno de los grandes tributarios del río Krishna, el río Sharavathi, acortado por la Presa Linganmakki, Kumudvati, Varada y otros.

## Subdivisiones (Taluks)
- Shimoga
- Soraba
- Sagara
- Hosanagara
- Thirthahalli
- Shikaripura
- Bhadravathi